# Júlio César Soares Espíndola
Julio Cesar Soares de Espindola, mais conhecido como Julio Cesar (Duque de Caxias, 3 de setembro de 1979), é um ex-futebolista brasileiro que atuava como goleiro. 
Em 2023, ficou em 9º na lista dos melhores goleiros do século XXI feita pela revista britânica FourFourTwo.
Em 2009, a IFFHS nomeou-o como o terceiro Melhor Goleiro do Mundo, atrás apenas de Iker Casillas e Gianluigi Buffon.
Foi eleito o Melhor Goleiro de Clubes da UEFA na temporada 2009–10.
Ele também foi premiado como o Melhor Goleiro do Campeonato Italiano em 2009 e 2010. Ele foi nomeado para o Ballon d'Or de 2009 e foi o 21º jogador mais bem colocado, sendo o 2° melhor goleiro da lista; Casillas, em 16° lugar, foi o goleiro mais bem colocado. Em março de 2018, ele apareceu na 9ª posição dos melhores goleiros do século XXI, além de ser o único brasileiro, em uma lista elaborada pela revista inglesa FourFourTwo Julio Cesar e o nono maior de todos os tempos .
Em junho de 2016, o jornal inglês "Daily Mail" elaborou um ranking com os jogadores mais vitoriosos em atividade naquele momento. Julio Cesar apareceu no topo da lista.
Em 2020, em um ranking elaborado por especialistas dos jornais O Globo e Extra, figurou na 29ª posição entre os maiores ídolos de futebol da história do Clube de Regatas do Flamengo, sendo o único goleiro da lista.

## Clubes

### Infância e Juventude
Julio Cesar nasceu em Duque de Caxias (Rio de Janeiro) e viveu a infância na Penha (bairro do Rio de Janeiro), Zona da Leopoldina na Zona Norte (Rio de Janeiro) de Janeiro, Júlio jogava no asfalto, com meias no lugar de luvas. Deu seus primeiros toques de bola no projeto social na Zona Oeste de Rio de Janeiro chamado Rubro Formação de Cidadãos, com seu primeiro técnico Laerte Caldas Freitas, no Largo do Anil, onde seu incontestável talento mirim foi revelado ainda criança, e aos 9 anos, Julio Cesar foi jogar Futsal no Grajaú Country Club, equipe também da Zona Norte do Rio de Janeiro.

### Flamengo
Aos 12 anos de idade, Julio Cesar chegou ao Flamengo para fazer um teste e foi aprovado. Aos 17 anos foi promovido pro time profissional e conquistou 4 Campeonatos Cariocas (1999, 2000, 2001 e 2004), 1 Copa dos Campeões Mundiais (1997), 1 Copas dos Campeões (2001)1 uma Copa Mercosul (1999).
Caiu nas graças da torcida logo em seus primeiros jogos, em 1997, num Fla x Flu, em que defendeu até pênalti. De 1997 a 2000, foi reserva de Clemer. Em 2000, assumiu a titularidade da meta do Flamengo durante a Copa João Havelange, com um estilo firme de defender e boa devolução de bola.
As boas atuações com a camisa do Flamengo renderam a primeira convocação para a Seleção Brasileira, em 2002. Suas defesas foram determinantes para que o Flamengo não fosse rebaixado em 2001, 2002 e 2004.
Sua melhor partida com a camisa do clube foi o 2º jogo da final do Carioca de 2001. Após o jogo, ainda no vestiário, o goleiro interrompeu uma entrevista ao vivo de Beto para fazer uma provocação a Eurico Miranda, que, segundo ele, já tinha reservado a festa para os vascaínos.
Em 2003, Julio Cesar se envolveu numa polêmica durante uma partida contra o Fluminense. Quando o Flamengo perdia por 4x0, Julio Cesar, após fazer uma defesa, soltou a bola no chão, saiu jogando e driblando vários jogadores adversários, até perder a bola para o zagueiro Zé Carlos e ser obrigado a parar a jogada fazendo uma falta, na ponta esquerda de ataque. Esta atitude foi duramente criticada pelo então treinador da equipe, Evaristo de Macedo, que o chamou de burro. Segundo o próprio jogador, ele fez aquilo porque estava desesperado e se sentindo impotente. "O Fluminense estava colocando a gente na roda e eu queria ajudar meus companheiros, que passavam por uma situação difícil. Extravasei porque estava triste e magoado, mas já me desculpei no sábado mesmo", declarou, à época, à Rádio Brasil.
No começo de 2005, deixou o Flamengo com 284 jogos oficiais na bagagem, e transferiu-se para a Inter de Milão. Segundo dados de Paulo Vinicius Coelho, destas 284 partidas oficiais, foram 122 vitórias, 70 empates e 92 derrotas.

### Inter de Milão
Então, veio o reconhecimento internacional, que o levou a transferir-se para a Inter de Milão em 2005. O que parecia um passo a frente, virou decepção. Nos primeiros seis meses, Júlio foi emprestado ao pequeno Chievo Verona, mas não recebeu uma chance sequer de jogar pelo Chievo e após 6 meses, Julio voltou para a Inter.
Em sua primeira temporada na Inter, Julio Cesar já era titular sob o técnico Roberto Mancini, tornando-se uma das principais peças da equipe Nerazzurri e deixando o Toldo, que também fora ídolo do time por muitos anos, no banco de reservas. 

### O auge
Em sua mais vitoriosa e principal temporada pela Inter, 2009–10, conquistou a tríplice coroa, com os títulos da Liga dos Campeões da UEFA, Copa Itália e Serie A. No dia 26 de agosto de 2010, foi eleito ainda o melhor goleiro da UEFA na temporada, recebendo o prêmio na cerimônia de sorteio dos grupos da Liga dos Campeões da temporada seguinte.

### Queens Park Rangers
Aos 32 anos, o goleiro acertou sua transferência para o Queens Park Rangers no dia 29 de agosto de 2012, assinando um contrato válido por quatro temporadas. Fez sua estreia pelo QPR contra Chelsea 15 de setembro. Ele rapidamente se estabeleceu como o primeiro goleiro da equipe, deixando o companheiro recém-contratado do QPR, Robert Green no banco de reservas.
Depois de muitas boas atuações em jogos ao longo da temporada, o Queens Park Rangers foi rebaixado em 28 de abril de 2013, em um empate em 0–0 com o Reading. Julio Cesar ficou fora do primeiro jogo do time no que levou ao rebaixamento contra o Stoke City.
O treinador do QPR Harry Redknapp optou em dar a titularidade a Green Após nove meses sem ser relacionado para um jogo pelo Queens Park Rangers, Julio Cesar foi relacionado como titular para o jogo contra o Everton, mas não evitou a goleada por 0–4 que eliminou o time na Copa da Inglaterra.

### Toronto FC
Em 14 fevereiro de 2014 o Toronto FC, clube canadense que disputa a MLS, anunciou sua contratação por empréstimo, cujos termos não foram divulgados. Utilizou o dorsal número 30. Estreou pelo clube em cinco dias depois em um torneio de pré-temporada, o Walt Disney World Pro Soccer Classic, na partida em que o Toronto perdeu de 1-3 para o Columbus Crew, com Julio como titular o jogo inteiro. Na MLS estreou em 16 de março na vitória por 2-1 sobre o Seattle Sounders. Em 25 de julho o clube anunciou o fim do empréstimo.

### Benfica
Em 19 de agosto de 2014 foi contratado pelo Benfica por duas temporadas, estreando em 21 de setembro contra o Moreirense pela Primeira Liga de 2014–15. Titular na equipe, lesionou-se a partir de março de 2016 sendo substituído pelo também brasileiro Ederson. Em 29 de maio do mesmo ano renovou seu contrato até 2018.
Em tom emocionado, no dia 28 de novembro de 2017, Júlio anunciou perante os seus companheiros e colegas no balneário do Benfica que rescindiu o contrato que tinha com o clube das águias até junho de 2018. "O meu caminho termina aqui, mas o vosso continua..." .

### Retorno ao Flamengo
Em 29 de janeiro de 2018, foi anunciado seu retorno ao Flamengo por três meses, com um contrato simbólico, no valor de 15 mil reais e usará a camisa 12, anteriormente aposentada em homenagem à torcida. Depois de 13 anos voltou a vestir a camisa do Flamengo diante do Boavista pelo Campeonato Carioca, sendo titular e o capitão do time Rubro-Negro na vitória por 3 a 0.

### Aposentadoria
Sua despedida foi marcada para o jogo diante do América Mineiro pelo Campeonato Brasileiro no Maracanã com mais de 52 mil torcedores. Mesmo se despedindo do futebol, Julio Cesar foi responsável pelo triunfo rubro-negro diante do time mineiro por 2 a 0, com gols de Henrique Dourado  . Ao longo da partida realizou cinco defesas difíceis que asseguraram a vitória.
| “ | Acho que chorei bastante durante a semana, com as matérias que participei, com família, parentes e amigos. Foi um turbilhão de emoções. Para hoje já tinha me preparado bem. Além da despedida, valeu pelos três pontos. Resultado positivo traz 'n' coisas, tranquilidade para trabalhar. Esse grupo merece, é muito bom, vão fazer um grande ano. | ” |

Ao longo da sua carreira iniciada em 1997, Júlio esteve em campo 791 vezes, nas quais 286 foram vestindo a camisa do Flamengo, sendo o terceiro goleiro que mais vestiu a camisa rubro-negra, ficando atrás apenas de Cantareli (557) e Zé Carlos (352). Pela Seleção Brasileira foi o quinto goleiro que mais vestiu a amarelinha disputando três Copas do Mundo.

## Seleção Brasileira

### Categorias de base
Julio Cesar foi titular do Mundial Sub-17 de 1995, na qual a Seleção Brasileira foi vice-campeã. Quatro anos depois, esteve presente no Mundial Sub-20 de 1999, dessa vez, como suplente de Fábio.

### Principal
4 meses antes da Copa do Mundo FIFA de 2002, Julio Cesar foi convocado pela primeira vez para a Seleção Brasileira, porém, acabou não indo à Copa, sendo preterido por Rogério Ceni.

#### Copa das Confederações de 2003 e Copa América de 2004
1 ano após, em 3 de junho de 2003 foi convocado para a Copa das Confederações para ser reserva de Dida.
Estreou como titular no ano seguinte, em 8 de julho de 2004, contra o Chile na Copa América.
Copa do Mundo de 2006
Não disputou a Copa das Confederações FIFA de 2005, porém, 1 ano depois, foi convocado para a Copa do Mundo FIFA de 2006, atrás de Dida e Rogério Ceni, posteriormente.

#### Era Dunga
Com as saídas de Dida, Ceni e Marcos da Seleção Brasileira, Julio Cesar passou a disputar com Gomes, Doni e Helton a titularidade da Seleção com Dunga. Júlio, até então a 4° escolha, não foi convocado para a Copa América de 2007. A partir daí, após a Copa América de 2007, Júlio se tornou titular com Dunga. Júlio foi titular durante as Eliminatórias da Copa do Mundo FIFA de 2010, sendo convocado para a Copa das Confederações FIFA de 2009 e para a Copa do Mundo FIFA de 2010, onde foi titular em ambas. Nesta última, o Brasil foi eliminado perdendo por 1–2 para a Holanda e ele próprio reconheceu que cometeu uma falha no primeiro gol holandês.

#### Era Mano Menezes e Copa América de 2011
Com a chegada de Mano Menezes, que optou por dar oportunidades a outros goleiros, Júlio acabou ficando de fora dos primeiros 6 meses após a Copa do Mundo FIFA de 2010. Mas, retornou nas primeiras convocações de 2011 e posteriormente, em 8 de junho do mesmo ano, foi convocado para a Copa América de 2011.

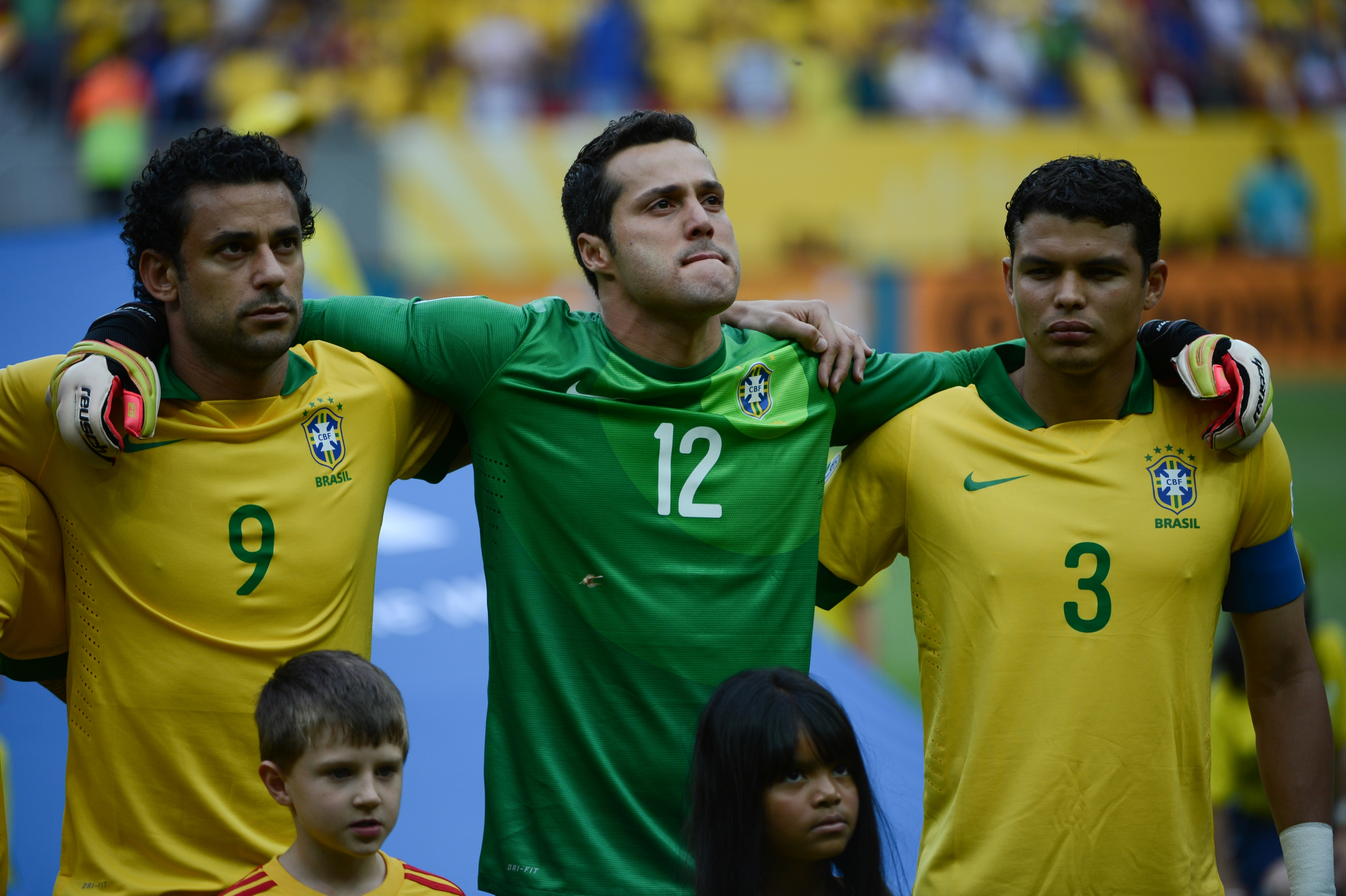
Julio Cesar pela Seleção Brasileira em 2013, ao lado de Fred e Thiago Silva.

#### Retorno com Felipão

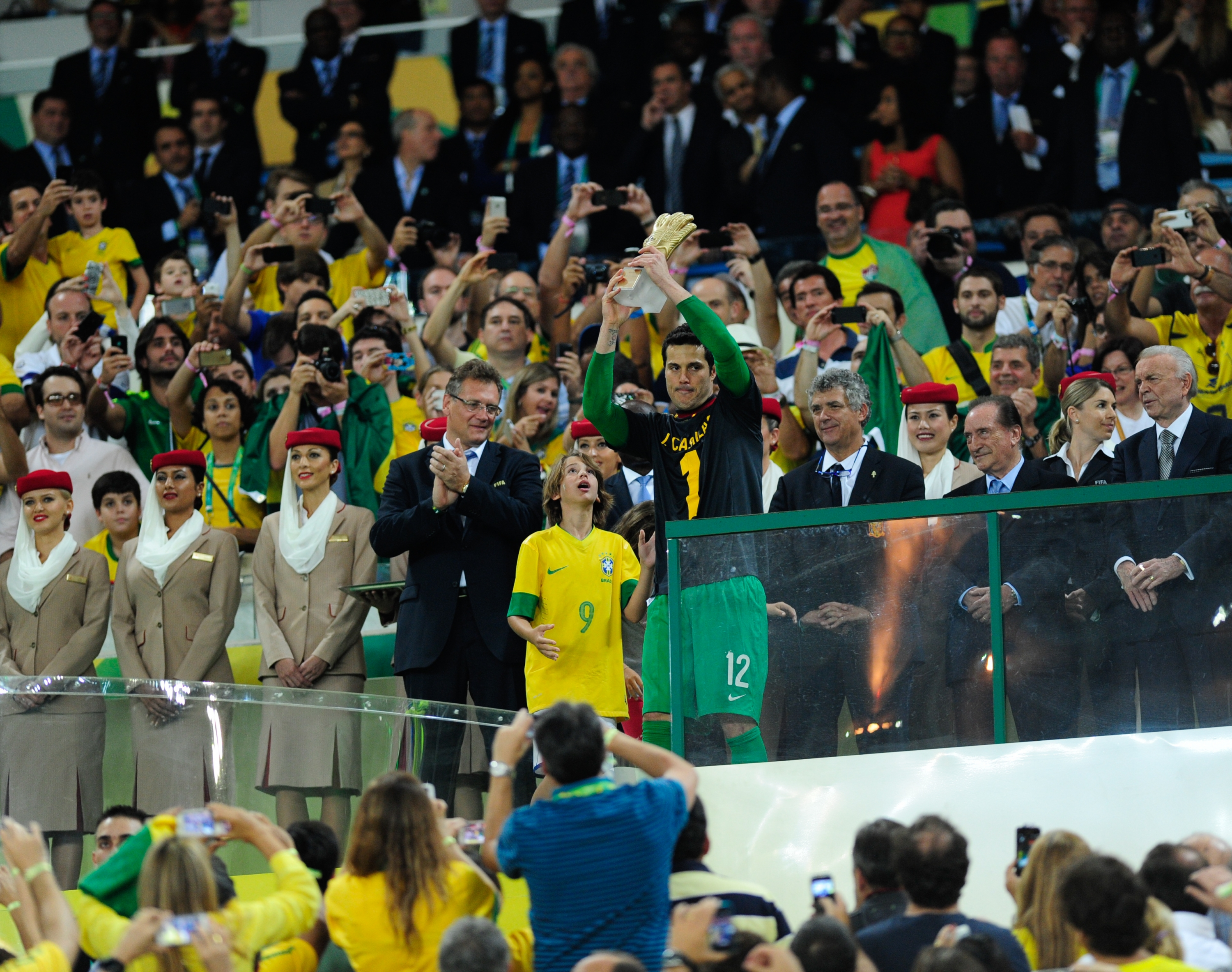
Júlio recebendo o prêmio de melhor goleiro da Copa das Confederações com seu filho Cauet.

Retornou a lista de convocados em janeiro de 2013, quando foi lembrado por Luiz Felipe Scolari para integrar o elenco que enfrentou a Inglaterra em 6 de fevereiro de 2013. Júlio declarou que, apesar da opção de Mano Menezes de não chamá-lo mais após a Copa América de 2011 e de jogar pelo pequeno Queens Park Rangers: "Nunca desisti[u] de jogar pelo Brasil."

#### Copa das Confederações de 2013
Em 14 de maio de 2013, foi convocado para a Copa das Confederações no Brasil. Em 26 de junho de 2013, na partida contra o Uruguai válida pela semifinal da Copa das Confederações, Julio Cesar defendeu o pênalti cobrado por Diego Forlán e ajudou o Brasil a se classificar para a final da competição (no final o Brasil venceu os uruguaios por 2–1). Na grande decisão da competição contra a Espanha, então bicampeã europeia e campeã mundial, Julio Cesar não sofreu gols e o Brasil venceu por 3–0, sagrando-se campeão da Copa das Confederações 2013.

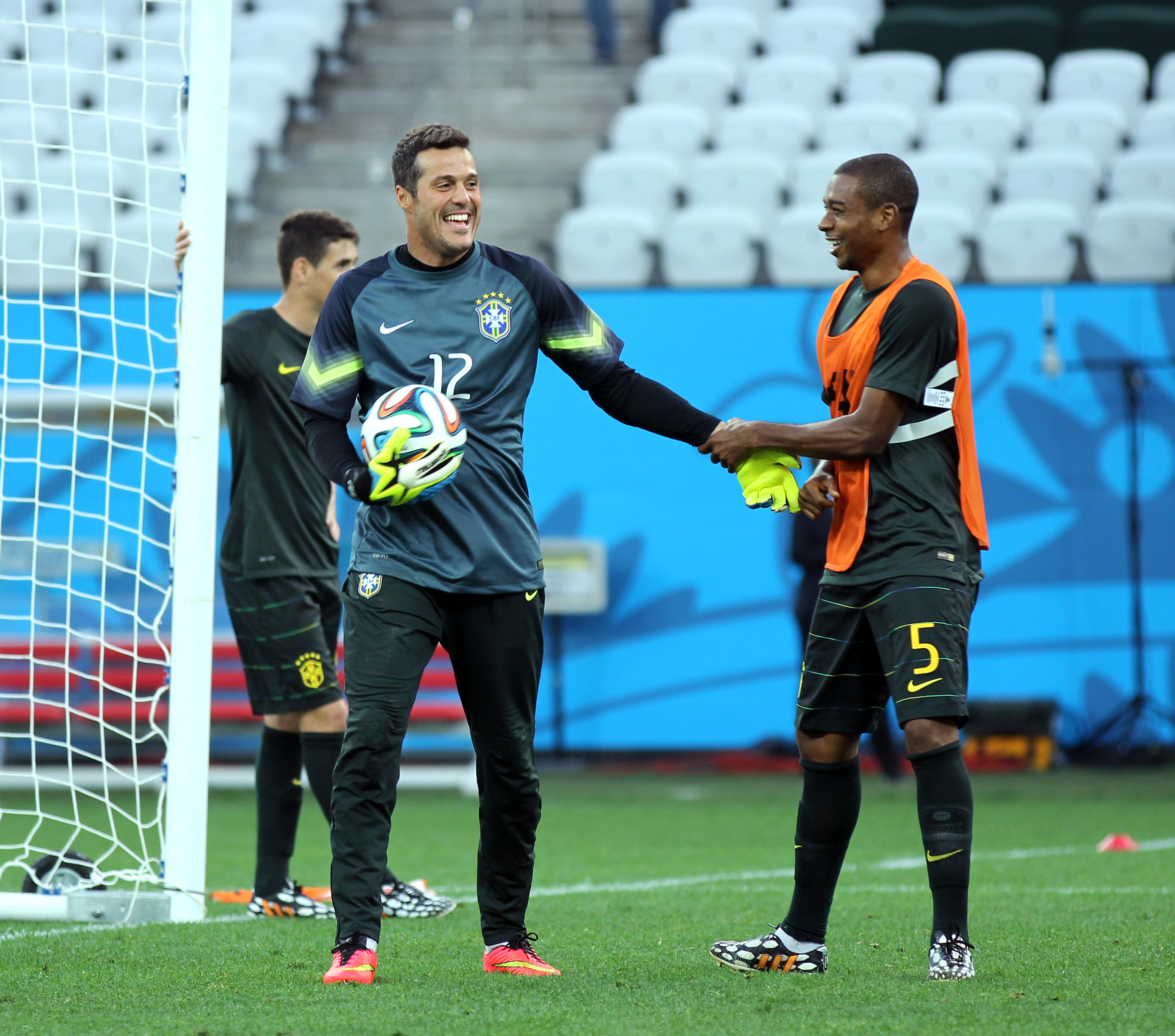
Julio Cesar em treino da Seleção na Copa do Mundo de 2014.

#### Copa do Mundo de 2014
Com o título da Copa das Confederações, Julio Cesar também foi convocado para a Copa do Mundo de 2014. No entanto, sua convocação chegou a ser contestada porque na época o goleiro não atravessava um momento muito bom, além de estar jogando num clube sem expressão. Na Copa, foi titular em todas as partidas da Seleção. Nas oitavas-de-finais da Copa do Mundo de 2014 contra o Chile, que terminou empatada no tempo normal, defendeu duas cobranças na disputa por pênaltis, e foi eleito o melhor jogador em campo. Entretanto, na semifinal contra a Alemanha, sofreu sete gols no chamado Mineiraço e declarou: "Preferia 1 a 0 com um erro meu do que 7 a 1".
Na disputa pelo terceiro lugar contra a Holanda sofreria mais três gols na derrota por 0–3 e o Brasil acabaria com a 4ª colocação no Mundial. Dessa forma triste, Julio Cesar encerrou sua história com a camisa da Seleção Brasileira.

## Vida pessoal
Julio Cesar casou-se em 26 de abril de 2002 com a atriz Susana Werner com quem tem dois filhos: Cauet, nascido no dia 1 de outubro de 2002, e Giulia, nascida em 30 de julho de 2005. É patrocinado pela Nike. Em 2010, Julio Cesar se envolveu em um acidente de carro.

## Estatísticas

### Clubes
| Equipe              | Temporada         | Campeonato nacional | Campeonato nacional | Copa nacional[a] | Copa nacional[a] | Competições continentais[b] | Competições continentais[b] | Total | Total |
| Equipe              | Temporada         | Jogos               | Gols                | Jogos            | Gols             | Jogos                       | Gols                        | Jogos | Gols  |
| ------------------- | ----------------- | ------------------- | ------------------- | ---------------- | ---------------- | --------------------------- | --------------------------- | ----- | ----- |
| Flamengo[c]         | 1997              | 0                   | 0                   | 1                | 0                | 0                           | 0                           | 1     | 0     |
| Flamengo[c]         | 1998              | 1                   | 0                   | 0                | 0                | 0                           | 0                           | 1     | 0     |
| Flamengo[c]         | 1999              | 0                   | 0                   | 0                | 0                | 0                           | 0                           | 0     | 0     |
| Flamengo[c]         | 2000              | 16                  | 0                   | 1                | 0                | 0                           | 0                           | 17    | 0     |
| Flamengo[c]         | 2001              | 26                  | 0                   | 6                | 0                | 0                           | 0                           | 32    | 0     |
| Flamengo[c]         | 2002              | 16                  | 0                   | 0                | 0                | 5                           | 0                           | 21    | 0     |
| Flamengo[c]         | 2003              | 37                  | 1                   | 9                | 0                | 0                           | 0                           | 46    | 0     |
| Flamengo[c]         | 2004              | 34                  | 0                   | 11               | 0                | 0                           | 0                           | 45    | 0     |
| Flamengo[c]         | Total             | 130                 | 1                   | 28               | 0                | 5                           | 0                           | 163   | 0     |
| Internazionale      | 2005–06           | 29                  | 0                   | 4                | 0                | 7                           | 0                           | 40    | 0     |
| Internazionale      | 2006–07           | 32                  | 0                   | 0                | 0                | 6                           | 0                           | 38    | 0     |
| Internazionale      | 2007–08           | 35                  | 0                   | 1                | 0                | 8                           | 0                           | 44    | 0     |
| Internazionale      | 2008–09           | 36                  | 0                   | 2                | 0                | 7                           | 0                           | 45    | 0     |
| Internazionale      | 2009–10           | 38                  | 0                   | 3                | 0                | 13                          | 0                           | 54    | 0     |
| Internazionale      | 2010–11           | 25                  | 0                   | 4                | 0                | 10                          | 0                           | 39    | 0     |
| Internazionale      | 2011–12           | 33                  | 0                   | 1                | 0                | 6                           | 0                           | 40    | 0     |
| Internazionale      | Total             | 228                 | 0                   | 15               | 0                | 57                          | 0                           | 300   | 0     |
| Queens Park Rangers | 2012–13           | 24                  | 0                   | 2                | 0                | 0                           | 0                           | 26    | 0     |
| Queens Park Rangers | Total             | 24                  | 0                   | 2                | 0                | 0                           | 0                           | 26    | 0     |
| Toronto FC          | 2014              | 7                   | 0                   | 0                | 0                | 0                           | 0                           | 7     | 0     |
| Toronto FC          | Total             | 7                   | 0                   | 0                | 0                | 0                           | 0                           | 7     | 0     |
| Benfica             | 2014–15           | 23                  | 0                   | 4                | 0                | 3                           | 0                           | 30    | 0     |
| Benfica             | 2015–16           | 24                  | 0                   | 3                | 0                | 7                           | 0                           | 34    | 0     |
| Benfica             | 2016–17           | 8                   | 0                   | 3                | 0                | 1                           | 0                           | 12    | 0     |
| Benfica             | 2017–18           | 2                   | 0                   | 1                | 0                | 1                           | 0                           | 4     | 0     |
| Benfica             | Total             | 57                  | 0                   | 10               | 0                | 12                          | 0                           | 81    | 0     |
| Flamengo            | 2018              | 1                   | 0                   | 0                | 0                | 0                           | 0                           | 2     | 0     |
| Flamengo            | Total             | 1                   | 0                   | 0                | 0                | 0                           | 0                           | 2     | 0     |
| Total na carreira   | Total na carreira | 452                 | 0                   | 51               | 0                | 73                          | 0                           | 586   | 0     |

- a. ^ Incluindo jogos da Copa do Brasil e Coppa Italia.
- b. ^ Incluindo jogos da Copa Mercosul.
- c. ^ Na passagem pelo Flamengo, não incluindo jogos do Campeonato Carioca.

### Média Gols Sofridos pelo Flamengo
| Ano   | Jogos | Gols Sofridos | Média |
| ----- | ----- | ------------- | ----- |
| 1997  | 10    | 6             | 0,6   |
| 1998  | 5     | 6             | 1,2   |
| 2000  | 28    | 39            | 1,39  |
| 2001  | 69    | 81            | 1,17  |
| 2002  | 54    | 94            | 1,74  |
| 2003  | 59    | 91            | 1,54  |
| 2004  | 60    | 74            | 1,23  |
| Total | 285   | 391           | 1,37  |

### Seleção
| Ano   | Jogos | Gols |
| ----- | ----- | ---- |
| 2004  | 9     | 0    |
| 2005  | 2     | 0    |
| 2006  | 0     | 0    |
| 2007  | 8     | 0    |
| 2008  | 10    | 0    |
| 2009  | 17    | 0    |
| 2010  | 7     | 0    |
| 2011  | 10    | 0    |
| 2012  | 1     | 0    |
| 2013  | 13    | 0    |
| 2014  | 10    | 0    |
| Total | 87    | 0    |

## Títulos
Flamengo
- Copa Mercosul: 1999
- Copa dos Campeões: 2001
- Copa dos Campeões Mundiais: 1997
- Campeonato Carioca: 1999, 2000, 2001, 2004
- Taça Guanabara: 2001, 2004, 2018
- Taça Rio: 2000

Internazionale
- Copa do Mundo de Clubes da FIFA: 2010
- Liga dos Campeões da UEFA: 2009-10
- Campeonato Italiano: 2005-06, 2006-07, 2007-08, 2008-09, 2009-10
- Copa da Itália: 2005-06, 2009-10, 2010-11
- Supercopa da Itália: 2005, 2006, 2008, 2010

Benfica
- Campeonato Português: 2014-15, 2015-16, 2016-17
- Taça de Portugal: 2016-17
- Taça da Liga: 2014-15, 2015-16
- Supertaça Cândido de Oliveira: 2016, 2017

Seleção Brasileira
- Copa das Confederações FIFA: 2009, 2013
- Copa América: 2004

### Prêmios individuais
- Prêmio Futebol no Mundo - ESPN Brasil: 2008–09[56]
- Melhor Goleiro de Clubes da UEFA: 2009–10[17]
- Oscar del Calcio - melhor goleiro: 2009 e 2010
- 3º melhor goleiro do mundo pela UEFA/IFFHS: 2009[57]
- 2º melhor goleiro do mundo pela FIFA/IFFHS: 2010
- Prêmio Ginga - Melhor Jogador: 2009, 2010
- Melhor Goleiro da Copa das Confederações: 2013
- Copa das Confederações - Equipe ideal: 2013
- Melhor jogador da partida da Copa do Mundo de 2014: Brasil 1(3)-(2)1 Chile
- Melhor Goleiro - Liga NOS: 2014–15
- 9° Melhor Goleiro do Século XXI pela revista FourFourTwo: 2018
- Equipe ideal CONMEBOL da década 2011–2020 pela IFFHS[58]